# Dirty Day
Dirty Day es el noveno sencillo del álbum Zooropa de la banda de rock irlandesa U2, publicado en 1993.

## Significado
Se trata de una canción que trata sobre un padre y un hijo. En parte, se inspira en la relación del cantante Bono con su padre. El mismo título se refiere a una expresión que a menudo utilizaba este último.
"Dirty Day" trata de un hombre que dejó a su familia y años después se encuentra con el hijo al que había abandonado. En este aspecto, no retrata al padre del cantante, pero sí alguna de sus actitudes.
Según Bono, el verso central cantado con una voz más aguda, resume de alguna manera el significado de la misma: "de padre a hijo, en una vida ha empezado un trabajo que nunca se hizo".

## En directo
La canción fue interpretada en directo por el grupo en los últimos 10 conciertos del Zoo TV Tour, pertenecientes a la 5.ª manga, llamada Zoomerang-New Zooland, de 1993. Pasarían 25 años hasta ser interpretada de nuevo en una gira, cuando se tocó en 3 conciertos del Experience + Innocence Tour de 2018.

## Créditos

### U2
- Bono - voz y guitarra
- The Edge - guitarra, sintetizador y coros
- Adam Clayton - bajo
- Larry Mullen Jr. - batería y percusión

### Altro
- Brian Eno - sintetizador